# Фёдоровка (Алтайский край)
Фёдоровка — упразднённое село в Бурлинском районе Алтайского края. Входило в состав Ореховского сельсовета. Ликвидировано в 1976 г.

## История
Основано в 1910 году. В 1928 году посёлок Фёдоровка состоял из 87 хозяйств, центр Фёдоровского сельсовета Славгородского района Славгородского округа Сибирского края. Сельскохозяйственная артель «Большевик». С 1950 года отделение укрупнённого колхоза имени Сталина. С 1966 г. отделение совхоза «Ореховский»..

## Население
В 1928 году в посёлке проживал 461 человек (231 мужчина и 230 женщин), основное населения — украинцы.